# Stanisław Sędziwój Czarnkowski

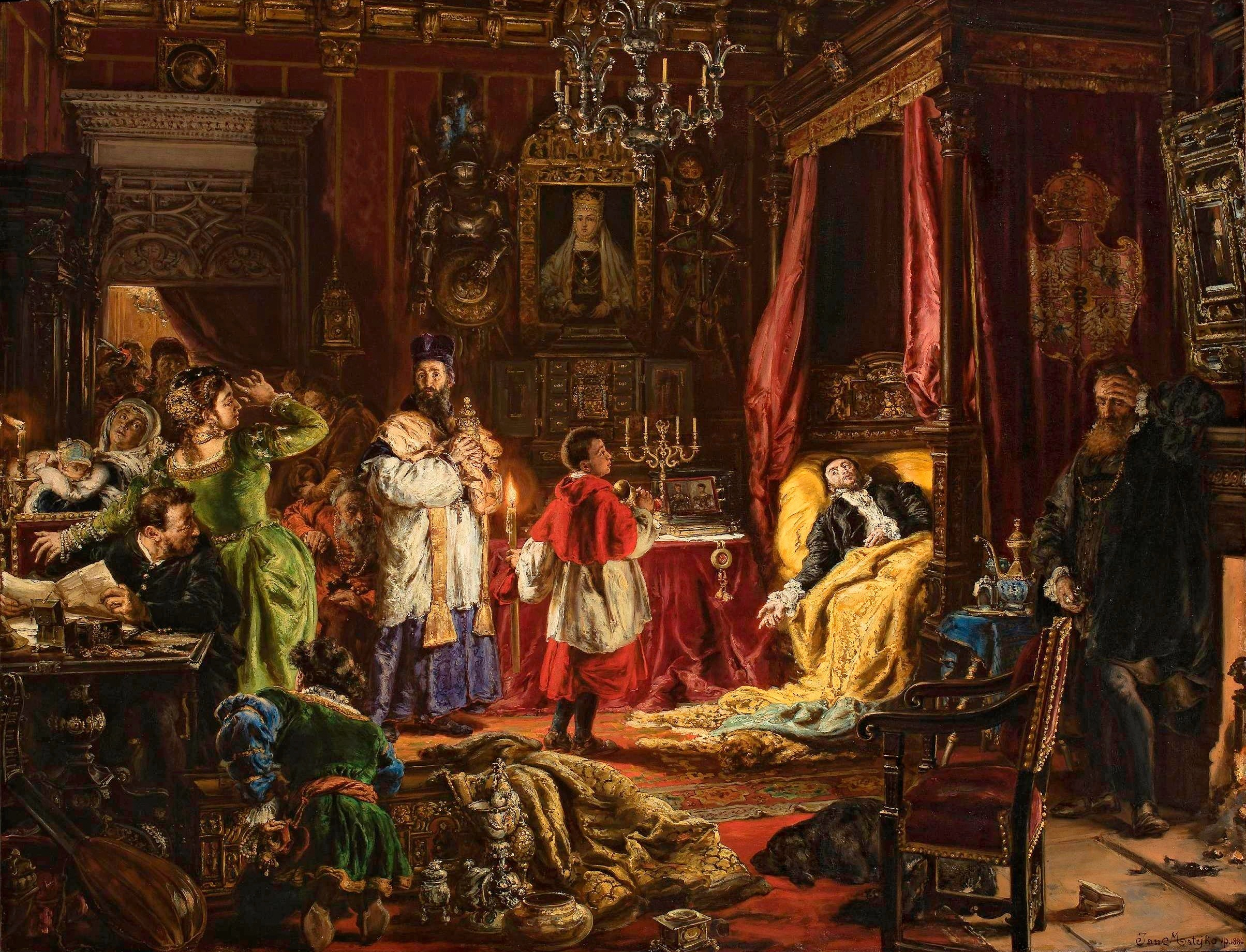
Jan Matejko, Śmierć Zygmunta Augusta w Knyszynie

Stanisław Sędziwój Czarnkowski herbu Nałęcz III (ur. 1526, zm. 1602) – referendarz koronny w latach 1567–1576, marszałek sejmu Korony Królestwa Polskiego od 10 stycznia do 12 sierpnia 1569, dworzanin konny Zygmunta Augusta w 1558 roku, sekretarz królewski w 1558 roku, starosta drahimski w latach 1566-1576, starosta inowłodzki w latach 1570–1576 starosta płocki w latach 1570–1576, koadiutor arcybiskupa gnieźnieńskiego w 1575 roku, komandor joannitów poznańskich w latach 1567–1576.
Ojciec Adama Czarnkowskiego.
Poseł na sejm lubelski 1566 roku, sejm piotrkowski 1567 roku z województwa poznańskiego. Poseł na sejm lubelski 1569 roku z województwa kaliskiego. Jako przedstawiciel Korony Królestwa Polskiego podpisał akt unii lubelskiej 1569 roku. Poseł na sejm 1570 roku, sejm 1572 roku z województwa poznańskiego.
Był świadkiem śmierci króla Zygmunta Augusta w Knyszynie dnia 7 lipca 1572 roku. Poseł na sejm koronacyjny 1574 roku z województwa poznańskiego. Poseł na sejm konwokacyjny 1574 roku, sejm 1581 roku, z województw kaliskiego i poznańskiego. W 1575 roku podpisał elekcję Maksymiliana II Habsburga. Poseł na sejm 1578 roku, sejm 1582 roku, sejm 1585 roku z województwa poznańskiego. Poseł na sejm konwokacyjny 1587 roku z województw kaliskiego i poznańskiego.
W 1587 roku podpisał elekcję Maksymiliana III Habsburga. 